# Óscar Duarte
Óscar Esaú Duarte Gaitán (Catarina, Masaya, Nicaragua, 3 de junio de 1989) es un futbolista costarricense que juega como defensa central en el Deportivo Saprissa de la Primera División de Costa Rica.

## Trayectoria

### Deportivo Saprissa
Óscar Duarte debutó en la Primera División con el Deportivo Saprissa el 11 de marzo de 2009, en el partido que enfrentó a Liberia por el Campeonato de Verano. El defensa entró de cambio al minuto 80' por Walter Centeno y el marcador terminó en victoria de local por 3-0.
El 15 de mayo de 2010 conquista su primer título tras vencer en la final a San Carlos.

### Puntarenas F. C.
El 10 de junio de 2010, se hizo oficial la incorporación de Duarte en el Puntarenas, club al que se unió por un torneo en condición de préstamo.
Hizo su debut el 25 de julio de 2010, en la derrota 2-0 contra el Herediano por la primera fecha del Campeonato de Invierno, siendo titular en la totalidad de los minutos. Marcó un gol el 1 de agosto sobre el Brujas en el resultado de 5-2 a favor de su equipo. Óscar fue el más regular de su conjunto al sumar quince apariciones de dieciséis posibles.

### Deportivo Saprissa
El 24 de noviembre de 2010, fue confirmada su vuelta al Deportivo Saprissa tras finalizar el préstamo. Se estrenó en la campaña del Campeonato de Verano el 20 de febrero de 2011, donde participó los últimos nueve minutos de la victoria 2-0 sobre Puntarenas.
Convirtió su primer gol como saprissista el 4 de marzo de 2012, ante su anterior equipo Puntarenas en el empate 1-1.

### Club Brugge K. V.

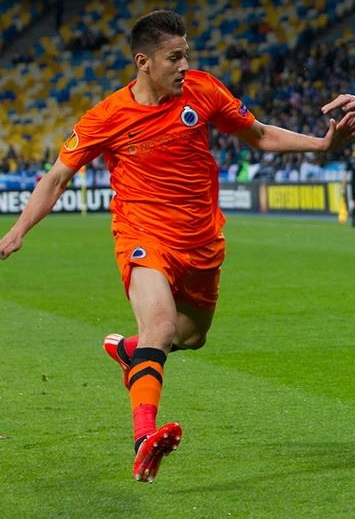
Duarte en abril de 2015.

El 15 de enero de 2013, Duarte es confirmado como nuevo refuerzo del Brujas de Bélgica. El defensa estuvo una semana a prueba hasta que logró convencer al técnico Juan Carlos Garrido. Debutó en la Pro League el 3 de febrero jugando la totalidad de los minutos de la derrota 4-1 frente al Genk. Duarte convirtió su primer gol el 28 de febrero sobre el Cercle Brugge.
El 22 de marzo de 2015 se proclamó campeón de la Copa de Bélgica después de derrotar por 2-1 al Anderlecht.

### R. C. D. Espanyol
El 26 de enero de 2016, el club Espanyol pagó 1,5 millones de euros para hacerse con los servicios de Duarte por tres temporadas y media. Su debut se produjo el 31 de enero en el juego frente al Real Madrid en el Estadio Santiago Bernabéu. El defensa entró de cambio en el comienzo del segundo tiempo por Salva Sevilla, utilizó la dorsal «24» y convirtió un gol en propia puerta que concluyó la goleada en contra de su equipo por 6-0.
El 18 de marzo de 2017, en el encuentro contra el Eibar y en los últimos minutos antes de finalizado, Óscar sufrió una rotura del ligamento en la rodilla izquierda y se le dio de baja de siete a ocho meses aproximadamente, perdiéndose el resto de la temporada.
Para la temporada 2017-18, el defensa pudo regresar a la acción el 17 de diciembre como titular en el empate a un gol contra Las Palmas.
El 20 de junio de 2019, el equipo decidió no renovar su contrato. La elección fue basada en la poca regularidad que tuvo a causa de las lesiones.

### Levante U. D.
El 1 de agosto de 2019, Duarte llegó en condición de libre y firmó por dos temporadas con opción a una tercera en el Levante. Debutó en la liga el 14 de septiembre en la derrota 3-2 contra el Real Madrid.
El 12 de mayo de 2022, su equipo no pudo salvar la categoría y descendió a la Segunda División.

### Al-Wehda Club
El 24 de junio de 2022 se oficializó su fichaje al Al-Wehda Club de la Liga Profesional Saudí, por un contrato hasta 2024. El 27 de agosto de 2022 debutó oficialmente en la máxima categoría de Arabia Saudita contra Al-Nassr F.C, disputando los 90 minutos en la derrota 1-0.
El 2 de marzo de 2023 realizó su primera anotación ante el Al-Hilal Saudi F.C en el que fue realizado al minuto veinticuatro, Duarte sumó la totalidad de minutos en el empate 3-3.

## Selección nacional

### Categorías inferiores
Duarte fue tomado en cuenta por Ronald González para disputar la serie de repechaje por un cupo al Preolímpico de Concacaf. El 26 de octubre de 2011 jugó la ida frente al combinado de Panamá en el Estadio Rommel Fernández, donde el defensa tomó un puesto en la estelaridad y el marcador de 2-1 consumió la derrota para su conjunto. El 3 de noviembre, por la vuelta en el Estadio Morera Soto, Duarte anotó un gol de penal al minuto 86', pero insuficiente para igualar el resultado global. Su selección quedó sin la oportunidad de enfrentar el torneo.

### Selección absoluta
El 29 de octubre de 2010, Duarte fue convocado en la primera lista del técnico Ricardo La Volpe para jugar un amistoso con la Selección de Costa Rica. Hizo su debut internacional el 17 de noviembre en el fogueo celebrado en el Orange Bowl contra el combinado de Jamaica. Óscar completó la totalidad de los minutos y el resultado terminó empatado sin goles.
El 7 de enero de 2011, el estratega La Volpe incluyó a Duarte en la nómina que afrontó la Copa Centroamericana. El futbolista fue suplente en todos los partidos y el 23 de enero se conformó con el subcampeonato tras caer en la final contra Honduras.
El 20 de mayo de 2011, La Volpe convocó al defensor para la realización de la Copa de Oro de la Concacaf, la cual tuvo lugar en Estados Unidos y llegando hasta la instancia de cuartos de final, perdiéndola en penales frente a Honduras.
El 13 de junio de 2011, el defensa volvió a ser tomado en cuenta por el estratega en la disputa de la Copa América. Debutó el 2 de julio en el Estadio 23 de Agosto contra Colombia, siendo titular en la pérdida por 1-0. El 7 de julio su equipo ganó por 0-2 a Bolivia y cuatro días después se presentó la derrota de 3-0 ante Argentina, con estos resultados quedando eliminado en primera fase.
El 10 de septiembre de 2013, estuvo en la suplencia en el partido donde su selección consiguió la clasificación al Mundial de Brasil a falta de dos fechas para la conclusión de la eliminatoria.

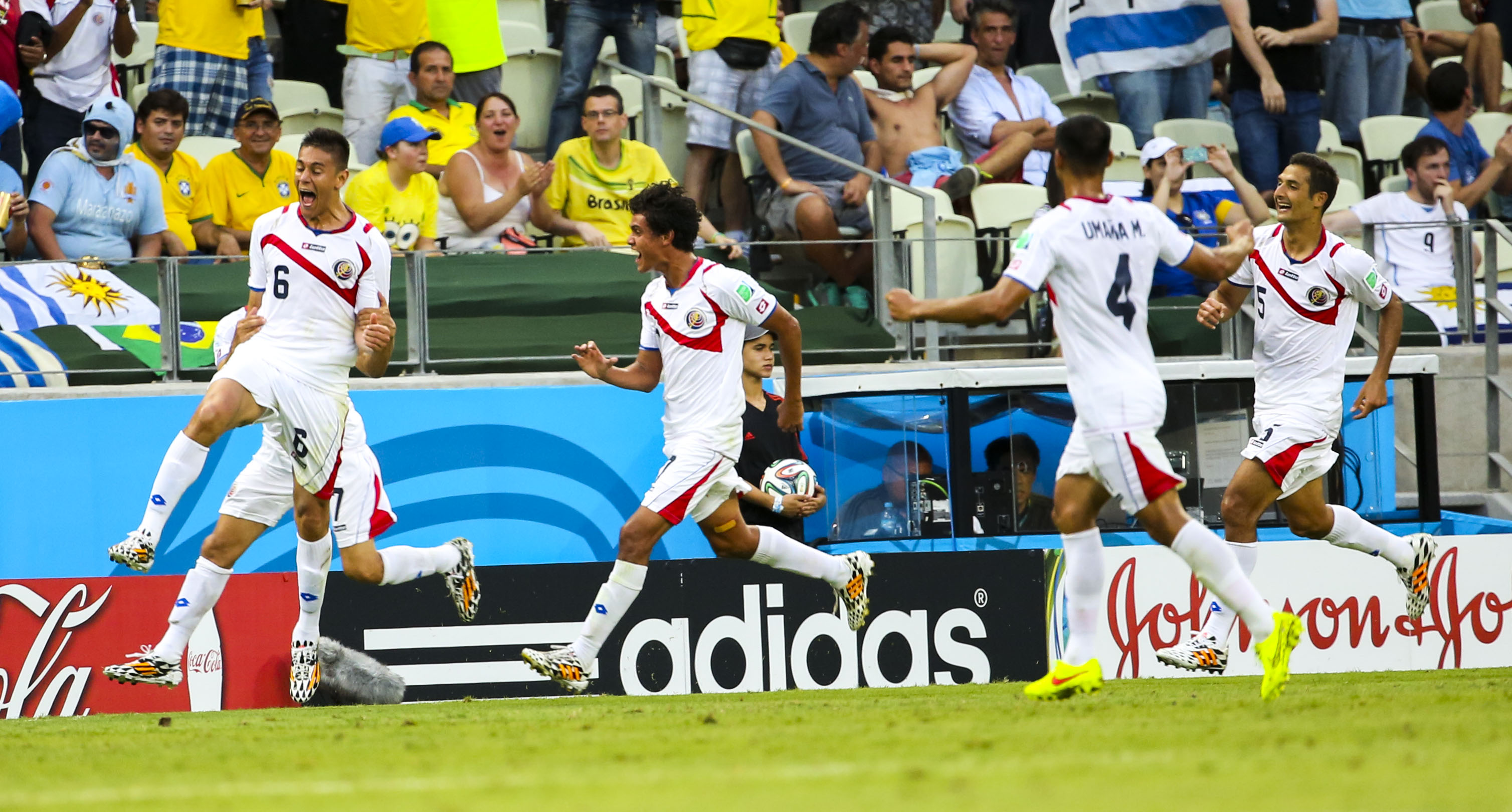
Duarte celebrando su gol sobre Uruguay en el Mundial 2014.

El 12 de mayo de 2014, el entrenador de la selección costarricense, Jorge Luis Pinto, incluyó a Duarte en la convocatoria preliminar con miras a la Copa Mundial de Brasil. Finalmente, fue confirmado en la nómina definitiva de veintitrés jugadores el 30 de mayo. El 14 de junio fue la primera fecha del certamen máximo, en la que su grupo enfrentó a Uruguay en el Estadio Castelão de Fortaleza. Óscar participó en la totalidad de los minutos y pese a tener el marcador en contra, su nación logró revertir la situación y ganó con cifras de 1-3, donde el defensa colaboró con un gol de cabeza al minuto 57'. El 20 de junio, en la Arena Pernambuco contra Italia, el zaguero repetiría su posición como titular en la victoria ajustada 0-1. Para el compromiso de cuatro días después ante Inglaterra en el Estadio Mineirão, el resultado se consumió empatado sin goles. El 29 de junio, por los octavos de final contra Grecia, Duarte salió expulsado por doble acumulación de amarillas mientras que la serie se llevó a los penales para decidir al clasificado. Su conjunto se impuso mediante las cifras de 5-3. El 5 de julio cumplió su partido de suspensión en la pérdida en penales contra Países Bajos.
El 25 de agosto de 2014, el director técnico Paulo Wanchope incluyó a Duarte en su nómina para desarrollar la Copa Centroamericana en Estados Unidos. El defensa fue titular en los dos partidos del grupo contra Nicaragua y Panamá. Óscar solamente fue habilitado para enfrentar dos partidos y debió regresar a su club.
El 5 de noviembre de 2015, Duarte fue seleccionado por Óscar Ramírez para iniciar la eliminatoria de Concacaf hacia la Copa del Mundo. El 13 de noviembre se dio el primer partido de la cuadrangular frente a Haití, en el Estadio Nacional. Óscar se hizo con un puesto en la titular y su escuadra ganó el compromiso por 1-0.
El 2 de mayo de 2016, el director técnico Ramírez anunció la lista preliminar de 40 jugadores que podrían ser considerados para jugar la Copa América Centenario donde se incluyó a Duarte. El 16 de mayo terminó siendo ratificado en la nómina que viajó a Estados Unidos, país organizador del evento. El 4 de junio se llevó a cabo el primer juego del torneo contra Paraguay en el Estadio Citrus Bowl de Orlando. Óscar completó la totalidad de los minutos en el empate sin goles. Tres días después, fue nuevamente titular en la derrota por 4-0 ante Estados Unidos. El 11 de junio fue baja por lesión en la victoria por 2-3 sobre Colombia en el Estadio NRG de Houston. Con los resultados presentados, la escuadra costarricense se ubicó en el tercer puesto con cuatro puntos y por lo tanto eliminada de la competencia.
El 14 de mayo de 2018, se anunció en conferencia de prensa del entrenador Óscar Ramírez, el llamado de los veintitrés futbolistas que harían frente al Mundial de Rusia, lista en la cual Duarte quedó dentro del selecto grupo. Óscar debutó en la máxima competencia de selecciones el 17 de junio —siendo la segunda participación del jugador en este tipo de torneos— contra el equipo de Serbia en el Cosmos Arena de Samara. Se desempeñó como defensa central con la dorsal «6» y el marcador se dio en derrota ajustada por 0-1. El 22 de junio completó la totalidad de los minutos en el duelo frente a Brasil, cotejo que finalizó con una nueva pérdida siendo con cifras de 2-0. Su país se quedaría sin posibilidades de avanzar a la siguiente ronda de manera prematura. El 27 de junio, ya en el partido de trámite enfrentando a Suiza en el Estadio de Nizhni Nóvgorod, Duarte fue suplente y el marcador reflejó la igualdad a dos anotaciones para despedirse del certamen.
El 5 de junio de 2019, se confirmó que Duarte entró en la nómina oficial de Gustavo Matosas para disputar la Copa de Oro de la Concacaf. Fue titular en dos de los tres partidos de la fase de grupos contra Nicaragua (victoria 4-0), Bermudas (triunfo 2-1) y entró de cambio ante Haití (derrota 2-1). Su país se quedó en el camino al perder en penales por México en cuartos de final, serie en la que Óscar cobró uno de los tiros.
Con Ronald González de estratega, el zaguero tuvo participación en dos partidos de la fase de grupos de la Liga de Naciones de la Concacaf, contra Haití y Curazao. El 3 de junio de 2021, para la etapa final, su selección empató el duelo de semifinal contra México (0-0) en el Empower Field en Denver, por lo que la serie se llevó a los penales donde su conjunto no pudo avanzar. Tres días después tampoco superó el compromiso por el tercer lugar frente a Honduras (2-2), cayendo por la misma vía de los penales. Óscar tuvo participación en los dos juegos y erró su lanzamiento ante los mexicanos.
El 1 de julio de 2021, Óscar logró un cupo en la lista final del entrenador Luis Fernando Suárez para disputar la Copa de Oro de la Concacaf. Fue suplente en los dos primeros partidos del grupo que finalizaron en victorias sobre Guadalupe (3-1) y Surinam (2-1), y debutó en la competencia el 20 de julio ante Jamaica (1-0) como titular en la totalidad de los minutos. El 25 de julio se presentó la eliminación de su país en cuartos de final por 0-2 frente a Canadá.
El 26 de agosto de 2021, Duarte fue llamado por Suárez para iniciar la eliminatoria de Concacaf hacia la Copa del Mundo. Debutó el 2 de septiembre con el empate sin goles de visita en el Estadio Rommel Fernández contra Panamá.
El 13 de mayo de 2022, fue convocado a la lista de Suárez para la preparación de cara a la Liga de Naciones de la Concacaf 2022-23. El 5 de junio de 2022 debutó en la Liga de Naciones de la Concacaf 2022-23 contra Martinica, Duarte compuso una asistencia al minuto 88 para Francisco Calvo, finalizando con victoria 2-0, disputó los 90 minutos del compromiso.
El 14 de junio de 2022, alineó como titular y completó la totalidad de los minutos en el partido donde su combinado selló la clasificación a la Copa Mundial tras vencer 1-0 a Nueva Zelanda, por la repesca intercontinental celebrada en el país anfitrión Catar.
El 3 de noviembre de 2022, el técnico Luis Fernando Suárez, realizó la conferencia de prensa de los 26 jugadores que viajarían a Catar para el evento de la Copa Mundial de Fútbol de 2022, Duarte fue parte de los nombres de la nómina. El 9 de noviembre, tuvo un partido de despedida antes de viajar a Kuwait, donde estarían entrenando como campamento base previo a la Copa Mundial de 2022, Costa Rica se enfrentó ante Nigeria, Duarte abrió el marcador al minuto 7, disputando 45 minutos en la victoria 2-0. El 23 de noviembre, debutó en la Copa Mundial 2022 contra la selección de España, Duarte fue titular, disputando los 90 minutos en la derrota 7-0. El 27 de noviembre se enfrentó ante Japón, Duarte repitió titularidad, disputando los 90 minutos en la victoria 1-0. El 1 de diciembre se enfrentó ante Alemania, disputó los 90 minutos en la derrota 2-4, sellando su participación en la cita mundialista en la cuarta posición con tres puntos.
El 2 de junio de 2023, se oficializó la convocatoria para los partidos amistosos y la competición de la Copa de Oro de la Concacaf 2023, en el que Duarte estuvo dentro de la convocatoria. El 11 de junio, Duarte se dio de baja debido a una lesión.
El 13 de junio de 2024, se oficializó su renuncia a la selección nacional, al no contar con el proceso del director técnico argentino Gustavo Alfaro.

#### Participaciones internacionales
| Evento                                  | Sede                                  | Resultado        | Partidos | Goles |
| --------------------------------------- | ------------------------------------- | ---------------- | -------- | ----- |
| Copa Centroamericana 2011               | Panamá                                | Subcampeón       | 0        | 0     |
| Copa de Oro de la Concacaf 2011         | Estados Unidos                        | Cuartos de final | 1        | 0     |
| Copa América 2011                       | Argentina                             | Fase de grupos   | 3        | 0     |
| Copa Centroamericana 2014               | Estados Unidos                        | Campeón          | 2        | 0     |
| Copa América Centenario                 | Estados Unidos                        | Fase de grupos   | 2        | 0     |
| Copa de Oro de la Concacaf 2019         | Estados Unidos · Costa Rica · Jamaica | Cuartos de final | 4        | 0     |
| Liga de Naciones 2019-20                | América del Norte, Central y Caribe   | Cuarto lugar     | 4        | 0     |
| Copa de Oro de la Concacaf 2021         | Estados Unidos                        | Cuartos de final | 2        | 0     |
| Liga de Naciones de la Concacaf 2022-23 | Concacaf                              | Fase de grupos   | 2        | 0     |

#### Participaciones en eliminatorias
| Eliminatoria               | Sede  | Resultado   | Posición | Partidos | Goles |
| -------------------------- | ----- | ----------- | -------- | -------- | ----- |
| Clasificación Mundial 2018 | Rusia | Clasificado | 2.ª      | 5        | 0     |
| Clasificación Mundial 2022 | Catar | Clasificado | 4.ª      | 9        | 1     |

#### Participaciones en Copas del Mundo
| Mundial              | Sede   | Resultado        | Partidos | Goles |
| -------------------- | ------ | ---------------- | -------- | ----- |
| Copa Mundial de 2014 | Brasil | Cuartos de final | 4        | 1     |
| Copa Mundial de 2018 | Rusia  | Fase de grupos   | 2        | 0     |
| Copa Mundial de 2022 | Catar  | Fase de grupos   | 3        | 0     |

## Estadísticas

### Clubes
Actualizado al último partido jugado el 23 de mayo de 2024.
| Club                            | Div.          | Temporada     | Liga  | Liga  | Liga   | Copas nacionales | Copas nacionales | Copas nacionales | Copas internacionales | Copas internacionales | Copas internacionales | Total | Total | Total  |
| Club                            | Div.          | Temporada     | Part. | Goles | Asist. | Part.            | Goles            | Asist.           | Part.                 | Goles                 | Asist.                | Part. | Goles | Asist. |
| ------------------------------- | ------------- | ------------- | ----- | ----- | ------ | ---------------- | ---------------- | ---------------- | --------------------- | --------------------- | --------------------- | ----- | ----- | ------ |
| Deportivo Saprissa · Costa Rica |               |               |       |       |        |                  |                  |                  |                       |                       |                       |       |       |        |
| 1.ª                             | 2008-09       | 1             | 0     | 0     | —      | —                | —                | —                | —                     | —                     | 1                     | 0     | 0     |        |
| 1.ª                             | 2010-11       | 5             | 0     | 0     | —      | —                | —                | 3                | 0                     | 0                     | 8                     | 0     | 0     |        |
| Total club                      | Total club    | 6             | 0     | 0     | 0      | 0                | 0                | 3                | 0                     | 0                     | 9                     | 0     | 0     |        |
| Puntarenas F. C. · Costa Rica   |               |               |       |       |        |                  |                  |                  |                       |                       |                       |       |       |        |
| 1.ª                             | 2010-11       | 15            | 1     | 0     | —      | —                | —                | —                | —                     | —                     | 15                    | 1     | 0     |        |
| Total club                      | Total club    | 15            | 1     | 0     | 0      | 0                | 0                | 0                | 0                     | 0                     | 15                    | 1     | 0     |        |
| Deportivo Saprissa · Costa Rica |               |               |       |       |        |                  |                  |                  |                       |                       |                       |       |       |        |
| 1.ª                             | 2011-12       | 27            | 1     | 0     | —      | —                | —                | —                | —                     | —                     | 27                    | 1     | 0     |        |
| 1.ª                             | 2012-13       | 16            | 2     | 0     | —      | —                | —                | —                | —                     | —                     | 16                    | 2     | 0     |        |
| Total club                      | Total club    | 43            | 3     | 0     | 0      | 0                | 0                | 0                | 0                     | 0                     | 43                    | 3     | 0     |        |
| Club Brujas · Bélgica           |               |               |       |       |        |                  |                  |                  |                       |                       |                       |       |       |        |
| 1.ª                             | 2012-13       | 17            | 3     | 0     | —      | —                | —                | —                | —                     | —                     | 17                    | 3     | 0     |        |
| 1.ª                             | 2013-14       | 22            | 0     | 1     | 1      | 0                | 0                | 2                | 1                     | 0                     | 25                    | 1     | 1     |        |
| 1.ª                             | 2014-15       | 31            | 4     | 2     | 5      | 0                | 0                | 15               | 1                     | 0                     | 51                    | 5     | 2     |        |
| 1.ª                             | 2015-16       | 14            | 0     | 3     | 1      | 0                | 0                | 6                | 0                     | 0                     | 21                    | 0     | 3     |        |
| Total club                      | Total club    | 84            | 7     | 6     | 7      | 0                | 0                | 23               | 2                     | 0                     | 114                   | 9     | 6     |        |
| R. C. D. Espanyol · España      |               |               |       |       |        |                  |                  |                  |                       |                       |                       |       |       |        |
| 1.ª                             | 2015-16       | 14            | 1     | 0     | —      | —                | —                | —                | —                     | —                     | 14                    | 1     | 0     |        |
| 1.ª                             | 2016-17       | 15            | 0     | 0     | 2      | 0                | 0                | —                | —                     | —                     | 17                    | 0     | 0     |        |
| 1.ª                             | 2017-18       | 11            | 0     | 0     | 2      | 0                | 0                | —                | —                     | —                     | 13                    | 0     | 0     |        |
| 1.ª                             | 2018-19       | 11            | 0     | 0     | 2      | 0                | 0                | —                | —                     | —                     | 13                    | 0     | 0     |        |
| Total club                      | Total club    | 51            | 1     | 0     | 6      | 0                | 0                | 0                | 0                     | 0                     | 57                    | 1     | 0     |        |
| Levante U. D. · España          |               |               |       |       |        |                  |                  |                  |                       |                       |                       |       |       |        |
| 1.ª                             | 2019-20       | 8             | 0     | 0     | 1      | 1                | 0                | —                | —                     | —                     | 9                     | 1     | 0     |        |
| 1.ª                             | 2020-21       | 29            | 1     | 0     | 6      | 0                | 0                | —                | —                     | —                     | 35                    | 1     | 0     |        |
| 1.ª                             | 2021-22       | 23            | 2     | 0     | 2      | 0                | 0                | —                | —                     | —                     | 25                    | 2     | 0     |        |
| Total club                      | Total club    | 60            | 3     | 0     | 9      | 1                | 0                | 0                | 0                     | 0                     | 69                    | 4     | 0     |        |
| Al-Wehda Arabia Saudita         |               |               |       |       |        |                  |                  |                  |                       |                       |                       |       |       |        |
| 1.ª                             | 2022-23       | 27            | 2     | 0     | 4      | 0                | 1                | —                | —                     | —                     | 31                    | 2     | 1     |        |
| 1.ª                             | 2023-24       | 19            | 2     | 1     | 1      | 0                | 0                | —                | —                     | —                     | 20                    | 2     | 1     |        |
| Total club                      | Total club    | 46            | 4     | 1     | 5      | 0                | 1                | 0                | 0                     | 0                     | 51                    | 4     | 2     |        |
| Deportivo Saprissa · Costa Rica |               |               |       |       |        |                  |                  |                  |                       |                       |                       |       |       |        |
| 1.ª                             | 2024-25       | 0             | 0     | 0     | 0      | 0                | 0                | 0                | 0                     | 0                     | 0                     | 0     | 0     |        |
| Total club                      | Total club    | 0             | 0     | 0     | 0      | 0                | 0                | 0                | 0                     | 0                     | 0                     | 0     | 0     |        |
| Total carrera                   | Total carrera | Total carrera | 305   | 19    | 7      | 27               | 1                | 1                | 26                    | 2                     | 0                     | 358   | 22    | 8      |
| 1. 2. Fuente:Transfermarkt      |               |               |       |       |        |                  |                  |                  |                       |                       |                       |       |       |        |

### Selección de Costa Rica
Actualizado al último partido jugado el 25 de marzo de 2022.
| Selección                                            | Año   | Eliminatorias | Eliminatorias | Eliminatorias | Continental | Continental | Continental | Mundial | Mundial | Mundial | Amistosos | Amistosos | Amistosos | Total | Total | Total  |
| Selección                                            | Año   | Part.         | Goles         | Asist.        | Part.       | Goles       | Asist.      | Part.   | Goles   | Asist.  | Part.     | Goles     | Asist.    | Part. | Goles | Asist. |
| ---------------------------------------------------- | ----- | ------------- | ------------- | ------------- | ----------- | ----------- | ----------- | ------- | ------- | ------- | --------- | --------- | --------- | ----- | ----- | ------ |
| Absoluta · Costa Rica                                |       |               |               |               |             |             |             |         |         |         |           |           |           |       |       |        |
| 2010                                                 | —     | —             | —             | —             | —           | —           | —           | —       | —       | 1       | 0         | 0         | 1         | 0     | 0     |        |
| 2011                                                 | —     | —             | —             | 4             | 0           | 0           | —           | —       | —       | 2       | 0         | 0         | 6         | 0     | 0     |        |
| 2013                                                 | —     | —             | —             | —             | —           | —           | —           | —       | —       | 2       | 0         | 0         | 2         | 0     | 0     |        |
| 2014                                                 | —     | —             | —             | 2             | 0           | 0           | 4           | 1       | 0       | 5       | 1         | 0         | 11        | 2     | 0     |        |
| 2015                                                 | 1     | 0             | 0             | —             | —           | —           | —           | —       | —       | 5       | 0         | 0         | 6         | 0     | 0     |        |
| 2016                                                 | 4     | 0             | 0             | 2             | 0           | 0           | —           | —       | —       | 1       | 0         | 0         | 7         | 0     | 0     |        |
| 2017                                                 | —     | —             | —             | —             | —           | —           | —           | —       | —       | 2       | 0         | 0         | 2         | 0     | 0     |        |
| 2018                                                 | —     | —             | —             | —             | —           | —           | 2           | 0       | 0       | 7       | 0         | 0         | 9         | 0     | 0     |        |
| 2019                                                 | —     | —             | —             | 6             | 0           | 0           | —           | —       | —       | 2       | 0         | 0         | 8         | 0     | 0     |        |
| 2020                                                 | —     | —             | —             | —             | —           | —           | —           | —       | —       | 4       | 0         | 0         | 4         | 0     | 0     |        |
| 2021                                                 | 8     | 1             | 0             | 4             | 0           | 0           | —           | —       | —       | —       | —         | —         | 12        | 1     | 0     |        |
| 2022                                                 | 1     | 0             | 0             | 1             | 0           | 1           | 3           | 0       | 0       | 2       | 1         | 0         | 7         | 1     | 1     |        |
| 2023                                                 | —     | —             | —             | 1             | 0           | 0           | —           | —       | —       | —       | —         | —         | 1         | 0     | 0     |        |
| Total                                                | Total | 14            | 1             | 0             | 20          | 0           | 1           | 9       | 1       | 0       | 31        | 2         | 0         | 76    | 4     | 1      |
| 1. 2. Fuente:Transfermarkt / National Football Teams |       |               |               |               |             |             |             |         |         |         |           |           |           |       |       |        |

#### Goles internacionales
| Núm. | Fecha                   | Lugar                                            | Rival         | Gol | Resultado | Competición                  |
| ---- | ----------------------- | ------------------------------------------------ | ------------- | --- | --------- | ---------------------------- |
| 1    | 14 de junio de 2014     | Estadio Castelão, Fortaleza, Brasil              | Uruguay       | 1-2 | 1-3       | Mundial de 2014              |
| 2    | 14 de octubre de 2014   | Estadio Mundialista de Seúl, Seúl, Corea del Sur | Corea del Sur | 1-3 | 1-3       | Partido amistoso             |
| 3    | 16 de noviembre de 2021 | Estadio Nacional, San José, Costa Rica           | Honduras      | 1-0 | 2-1       | Eliminatoria al Mundial 2022 |
| 4    | 9 de noviembre de 2022  | Estadio Nacional, San José, Costa Rica           | Nigeria       | 1-0 | 2-0       | Partido amistoso             |

## Palmarés

### Títulos nacionales
| Título                         | Club               | País       | Año  |
| ------------------------------ | ------------------ | ---------- | ---- |
| Primera División de Costa Rica | Deportivo Saprissa | Costa Rica | 2010 |
| Copa de Bélgica                | Club Brujas        | Bélgica    | 2015 |

### Títulos internacionales
| Título               | Equipo                  | Sede           | Año  |
| -------------------- | ----------------------- | -------------- | ---- |
| Copa Centroamericana | Selección de Costa Rica | Estados Unidos | 2014 |

### Distinciones individuales
| Distinción                                                              | Año  |
| ----------------------------------------------------------------------- | ---- |
| Incluido en el Once ideal de la jornada 8 de la Eliminatoria al Mundial | 2022 |

## Vida privada
Es propietario del equipo América Managua de la Segunda División de Nicaragua.